# サンバル語
サンバル語（サンバルご、英語: Sambalic languages）は、フィリピン共和国ルソン島中北部サンバレス州で使われる言語。オーストロネシア語族、マレー・ポリネシア語派、フィリピン語群に属す。
サンバレス州内でも州都イバ町より南側の町では通じないことが多い。また、山岳民族のアエタ族はこのサンバル語を常用語にしている。
主な単語では、yes（タガログ語でoo）は ya（ヤ）、no（タガログ語でhindi）は kay（カイ）などである。